# Chymomyza cinctifrons
Chymomyza cinctifrons är en tvåvingeart som beskrevs av de Meijere 1924. Chymomyza cinctifrons ingår i släktet Chymomyza och familjen daggflugor. Inga underarter finns listade i Catalogue of Life.